# Colaspidema dufouri

Colaspidema dufouri é uma espécie de crisomelídeo da tribo Chrysomelini, com distribuição na Espanha e Portugal.